# Amphicyclotulus
Amphicyclotulus é um género de gastrópode  da família Neocyclotidae.
Este género contém as seguintes espécies:
- Amphicyclotulus amethystinus (Guppy, 1868)
- Amphicyclotulus beauianus (Petit, 1853)
- Amphicyclotulus dominicensis Bartsch, 1942
- Amphicyclotulus guadeloupensis de la Torre, Bartsch & Morrison, 1942
- Amphicyclotulus liratus Droüet, 1859
- Amphicyclotulus perplexus de la Torre, Bartsch & Morrison, 1942
- Amphicyclotulus rufescens
- Amphicyclotulus schrammi (Shuttleworth, 1857)